# Reichstagswahlkreis Königreich Sachsen 16

Die Wahlkreisaufteilung des Deutschen Reichs.

Der Reichstagswahlkreis Königreich Sachsen 16 (in der reichsweiten Durchnummerierung auch Reichstagswahlkreis 300; auch Reichstagswahlkreis Chemnitz genannt) war der sechzehnte Reichstagswahlkreis für das Königreich Sachsen für die Reichstagswahlen im Deutschen Reich und im Norddeutschen Bund von 1867 bis 1918.

## Wahlkreiszuschnitt
Der Wahlkreis umfasste die Stadt Chemnitz; Amtshauptmannschaft Chemnitz ohne die Gemeinde Euba und Gemeinde Kemtau der Amtshauptmannschaft Chemnitz.
Dies entsprach ursprünglich der Stadt Chemnitz und dem Gerichtsamtsbezirk Chemnitz.
Der Wahlkreis war eine Parteihochburg der SPD.
| Jahr | Einwohner |
| ---- | --------- |
| 1890 | 223.335   |
| 1895 | 247.264   |
| 1900 | 276.874   |
| 1905 | 313.716   |
| 1910 | 358.786   |

|      | Landwirtschaft | Industrie und Gewerbe | Handel und Dienstleistungen |
| ---- | -------------- | --------------------- | --------------------------- |
| 1895 | 5,0            | 70,7                  | 24,3                        |
| 1907 | 2,4            | 72,1                  | 25,5                        |

|      | Evangelisch | Katholisch |
| ---- | ----------- | ---------- |
| 1890 | 94,6        | 4,3        |
| 1905 | 94,0        | 4,9        |
| 1910 | 93,5        | 5,1        |

## Abgeordnete
| Wahl                                        | Abgeordneter                       | Partei    | Bild |
| ------------------------------------------- | ---------------------------------- | --------- | ---- |
| Reichstagswahl Februar 1867 bis August 1867 | Franz Xaver Rewitzer               | DFP       |      |
| Reichstagswahl August 1867 bis 1871         | Friedrich Wilhelm Emil Försterling | LADAV     |      |
| Reichstagswahl 1871 bis 1874                | Richard Ludwig                     | DFP       | 0    |
| Reichstagswahl 1874 bis 1878                | Johann Most                        | SDAP, SAP |      |
| Reichstagswahl 1878 bis 1881                | Louis Wilhelm Vopel                | NLP       | 0    |
| Reichstagswahl 1881 bis 1887                | Bruno Geiser                       | SAP       |      |
| Reichstagswahl 1887 bis 1889                | Ernst Otto Clauß                   | NLP       | 0    |
| Reichstagswahl 1890 bis 1907                | Max Schippel                       | SAP/SPD   |      |
| Ersatzwahl 1906 bis 1918                    | Gustav Noske                       | SPD       |      |

## Wahlen

### 1867 (Februar)
Es fand ein Wahlgang statt. Die Zahl der abgegebenen Stimmen betrug 14.870.
| Kandidat             | Partei | Stimmen | in % | Anmerkungen |
| -------------------- | ------ | ------- | ---- | ----------- |
| Franz Xaver Rewitzer | F      | 9198    | 0    | 0           |

### 1867 (August)
Es fanden zwei Wahlgänge statt. Die Zahl der abgegebenen Stimmen betrug in der Stichwahl 10.493. Das Ergebnis der Stichwahl war:
| Kandidat                           | Partei   | Stimmen | in % | Anmerkungen |
| ---------------------------------- | -------- | ------- | ---- | ----------- |
| Friedrich Wilhelm Emil Försterling | S (Lass) | 5512    | 0    | 0           |

Försterling legte das Mandat am 5. April 1870 nieder. Eine Ersatzwahl fand nicht mehr statt.

### 1871
Es fand ein Wahlgang statt. 24.488 Männer waren wahlberechtigt. Die Zahl der gültigen Stimmen betrug 11.744, 79 Stimmen waren ungültig. Die Wahlbeteiligung betrug 48,3 %.
| Kandidat       | Partei   | Stimmen | in % | Anmerkungen |
| -------------- | -------- | ------- | ---- | ----------- |
| Richard Ludwig | F        | 7761    | 0    | 0           |
| Wilhelm Bracke | S (Eis)  | 2972    | 0    | 0           |
| 0              | S        | 987     | 0    | 0           |
| 0              | Sonstige | 24      | 0    | 0           |

### 1874
Es fand ein Wahlgang statt. 28.132 Männer waren wahlberechtigt. Die Zahl der gültigen Stimmen betrug 17.688, 108 Stimmen waren ungültig. Die Wahlbeteiligung betrug 63,3 %.
| Kandidat    | Partei   | Stimmen | in % | Anmerkungen                    |
| ----------- | -------- | ------- | ---- | ------------------------------ |
| Johann Most | S (Eis)  | 10.084  | 0    | 0                              |
| Eras        | F        | 7479    | 0    | Handelskammersekretär, Breslau |
| 0           | Sonstige | 125     | 0    | 0                              |

### 1877
Es fand ein Wahlgang statt. 30.855 Männer waren wahlberechtigt. Die Zahl der gültigen Stimmen betrug 22.087, 69 Stimmen waren ungültig. Die Wahlbeteiligung betrug 71,8 %.
| Kandidat      | Partei   | Stimmen | in % | Anmerkungen   |
| ------------- | -------- | ------- | ---- | ------------- |
| Johann Most   | S        | 12.117  | 0    | 0             |
| Franz Duncker | F        | 6812    | 0    | 0             |
| Böttger       | K        | 3154    | 0    | Regierungsrat |
| 0             | Sonstige | 4       | 0    | 0             |

### 1878
Es fand ein Wahlgang statt. 31.093 Männer waren wahlberechtigt. Die Zahl der gültigen Stimmen betrug 23.733, 51 Stimmen waren ungültig. Die Wahlbeteiligung betrug 76,6 %.
| Kandidat            | Partei   | Stimmen | in % | Anmerkungen |
| ------------------- | -------- | ------- | ---- | ----------- |
| Louis Wilhelm Vopel | NLP      | 13.842  | 0    | 0           |
| Johann Most         | S        | 9899    | 0    | 0           |
| 0                   | Sonstige | 14      | 0    | 0           |

Vopel trat am 12. Juli 1879 aus der Fraktion aus und schloss sich am 27. Februar 1880 der Liberalen Gruppe an.

### 1881
Es fanden zwei Wahlgänge statt. 33.022 Männer waren wahlberechtigt. Die Zahl der gültigen Stimmen betrug im ersten Wahlgang 21.623, 144 Stimmen waren ungültig. Die Wahlbeteiligung betrug 65,9 %.
| Kandidat     | Partei   | Stimmen | in % | Anmerkungen   |
| ------------ | -------- | ------- | ---- | ------------- |
| Bruno Geiser | S        | 10.256  | 0    | 0             |
| Karl Hecker  | Lib      | 6301    | 0    | Kommerzienrat |
| Karl Roth    | LibV     | 5053    | 0    | 0             |
| 0            | Sonstige | 13      | 0    | 0             |

In der Stichwahl wurden 25.965 gültige Stimmen abgegeben, 188 waren ungültig. Die Wahlbeteiligung betrug 79,3 %.
| Kandidat     | Partei | Stimmen | in % | Anmerkungen   |
| ------------ | ------ | ------- | ---- | ------------- |
| Bruno Geiser | S      | 14.367  | 0    | 0             |
| Karl Hecker  | Lib    | 11.418  | 0    | Kommerzienrat |

### 1884
Es fand ein Wahlgang statt. 36.620 Männer waren wahlberechtigt. Die Zahl der abgegebenen Stimmen betrug 24.420, 87 Stimmen waren ungültig. Die Wahlbeteiligung betrug 66,9 %.
| Kandidat     | Partei   | Stimmen | in % | Anmerkungen |
| ------------ | -------- | ------- | ---- | ----------- |
| Bruno Geiser | S        | 14.512  | 0    | 0           |
| 0            | NLP      | 5762    | 0    | 0           |
| 0            | F        | 4123    | 0    | 0           |
| 0            | Sonstige | 23      | 0    | 0           |

### 1887
Es fand ein Wahlgang statt. 39.786 Männer waren wahlberechtigt. Die Zahl der abgegebenen Stimmen betrug 33.602, 191 Stimmen waren ungültig. Die Wahlbeteiligung betrug 84,9 %.
| Kandidat         | Partei   | Stimmen | in % | Anmerkungen |
| ---------------- | -------- | ------- | ---- | ----------- |
| Ernst Otto Clauß | NLP      | 18.221  | 0    | 0           |
| 0                | S        | 15.356  | 0    | 0           |
| 0                | Sonstige | 25      | 0    | 0           |

Ernst Otto Clauß starb am 25. November 1889. Eine Ersatzwahl fand nicht mehr statt.

### 1890
Die Kartellparteien NLP und Konservative schlossen mit der DF ein Wahlkreisabkommen. Danach sollten die Linksliberalen den NLP-Kandidaten unterstützen. Im Gegenzug sagten die Kartellparteien zu, den DF-Kandidaten bei den Ersatzwahlen im Landtagswahlkreis Chemnitz I im Januar 1890 zu unterstützen. Dieses Abkommen fand aber keine Unterstützung des sächsischen Wahlvereins der DF und deren Reichsleitung. Entsprechend stellte die DF einen Zählkandidaten auf. Es fand ein Wahlgang statt. 44.659 Männer waren wahlberechtigt. Die Zahl der abgegebenen Stimmen betrug 39.502, 62 Stimmen waren ungültig. Die Wahlbeteiligung betrug 88,5 %.
| Kandidat      | Partei   | Stimmen | in % | Anmerkungen          |
| ------------- | -------- | ------- | ---- | -------------------- |
| Eugen Richter | DF       | 933     | 2,4  | 0                    |
| Paul Förster  | DS       | 413     | 1,0  | 0                    |
| Oscar Ancke   | NLP      | 13.451  | 31,1 | Baumeister, Chemnitz |
| Max Schippel  | SPD      | 24.641  | 62,5 | 0                    |
| 0             | Sonstige | 0,0     | 0    |                      |

### 1893
Bis drei Wochen vor der Wahl sah es nach einer breiten Unterstützung aller bürgerlichen Parteien für André aus. Dann kam es jedoch zu Sonderkandidaturen von DS und FVP. Es fand ein Wahlgang statt. 47.017 Männer waren wahlberechtigt. Die Zahl der abgegebenen Stimmen betrug 38.358, 49 Stimmen waren ungültig. Die Wahlbeteiligung betrug 81,6 %.
| Kandidat                         | Partei   | Stimmen | in % | Anmerkungen        |
| -------------------------------- | -------- | ------- | ---- | ------------------ |
| Alfred Klemm                     | DS       | 4955    | 13,0 | Fabrikant, Raschau |
| Carl Protze                      | FVP      | 735     | 1,9  | Kassierer          |
| Heinrich Friedrich Wilhelm André | K        | 9321    | 24,3 | 0                  |
| Max Schippel                     | SPD      | 23.296  | 60,8 | 0                  |
| 0                                | Sonstige | 0,0     | 0    |                    |

### 1898
Um die Hegemonie der SPD zu brechen, kam es bei dieser Wahl zu einer Unterstützung aller bürgerlichen Parteien für den NLP-Kandidaten. Es fand ein Wahlgang statt. 54.323 Männer waren wahlberechtigt. Die Zahl der abgegebenen Stimmen betrug 39.710, 59 Stimmen waren ungültig. Die Wahlbeteiligung betrug 71,1 %.
| Kandidat                    | Partei    | Stimmen | in % | Anmerkungen                           |
| --------------------------- | --------- | ------- | ---- | ------------------------------------- |
| Richard Otto Robert Enzmann | NLP       | 14.734  | 37,2 | Dr., Justizrat, Chemnitz              |
| W. Born                     | parteilos | 138     | 0,3  | Ingenieur, Charlottenburg, Impfgegner |
| Max Schippel                | SPD       | 24.772  | 62,5 | 0                                     |
| 0                           | Sonstige  | 0,0     | 0    |                                       |

### 1903
Gemäß dem sächsischen Wahlabkommen ihrer Parteien unterstützen Konservative, NLP und DS den NLP-Kandidaten. Es fand ein Wahlgang statt. 61.385 Männer waren wahlberechtigt. Die Zahl der abgegebenen Stimmen betrug 51.392, 153 Stimmen waren ungültig. Die Wahlbeteiligung betrug 83,7 %.
| Kandidat                    | Partei   | Stimmen | in % | Anmerkungen         |
| --------------------------- | -------- | ------- | ---- | ------------------- |
| Theodor Norbert Kellerbauer | FVP      | 3703    | 7,2  | Professor, Chemnitz |
| Max Langhammer              | NLP      | 13.078  | 25,5 | 0                   |
| Max Schippel                | SPD      | 34.266  | 66,9 | 0                   |
| Felix Porsch                | Zentrum  | 188     | 0,4  | 0                   |
| 0                           | Sonstige | 0,0     | 0    |                     |

### Ersatzwahl 1906
Max Schippel legte sein Mandat aufgrund von Meinungsverschiedenheiten mit dem Parteivorstand nieder. Konservative und NLP einigten sich auf einen Kandidaten aus den Reihen der Konservativen. Es fand ein Wahlgang statt. 65.785 Männer waren wahlberechtigt. Die Zahl der abgegebenen Stimmen betrug 51.186, 103 Stimmen waren ungültig. Die Wahlbeteiligung betrug 77,8 %.
| Kandidat               | Partei   | Stimmen | in % | Anmerkungen             |
| ---------------------- | -------- | ------- | ---- | ----------------------- |
| Oskar Heinrich Günther | FVP      | 9056    | 17,7 | 0                       |
| Hugo Ludwig Hermsdorf  | K        | 10.397  | 20,4 | Kommerzienrat, Chemnitz |
| Gustav Noske           | SPD      | 31.629  | 61,9 | 0                       |
| 0                      | Sonstige | 0,0     | 0    |                         |

### 1907
Das Bemühen um einen gemeinsamen Kandidaten aller bürgerlichen Parteien blieb vergeblich. Kickelhayn trat als gesamtliberaler Kandidat mit Unterstützung der FVP an, Limmer mit Unterstützung des BdL, des DR und der Konservativen. Es fand ein Wahlgang statt. 67.652 Männer waren wahlberechtigt. Die Zahl der abgegebenen Stimmen betrug 58.368, 145 Stimmen waren ungültig. Die Wahlbeteiligung betrug 86,3 %.
| Kandidat             | Partei   | Stimmen | in % | Anmerkungen  |
| -------------------- | -------- | ------- | ---- | ------------ |
| Johannes Limmer      | K        | 4869    | 8,4  | Rechtsanwalt |
| Paul Otto Kickelhayn | NLP      | 18.645  | 32,0 | 0            |
| Gustav Noske         | SPD      | 34.547  | 59,3 | 0            |
| Matthias Erzberger   | Zentrum  | 155     | 0,3  | 0            |
| 0                    | Sonstige | 0,0     | 0    |              |

### 1912
Erneut konnten sich die bürgerlichen Parteien nicht einigen und es kam zur Kandidatur von Kickelhayn als gesamtliberalem Kandidaten gegen den konservativen Burger, der von den anderen bürgerlichen Parteien unterstützt wurde. Es fand ein Wahlgang statt. 78.912 Männer waren wahlberechtigt. Die Zahl der abgegebenen Stimmen betrug 65.764, 264 Stimmen waren ungültig. Die Wahlbeteiligung betrug 83,3 %.
| Kandidat                 | Partei   | Stimmen | in % | Anmerkungen              |
| ------------------------ | -------- | ------- | ---- | ------------------------ |
| Ernst Martin Hugo Burger | K        | 6842    | 10,5 | Fabrikdirektor, Chemnitz |
| Paul Otto Kickelhayn     | NLP      | 16.506  | 25,2 | 0                        |
| Gustav Noske             | SPD      | 42.000  | 64,1 | 0                        |
| Matthias Erzberger       | Zentrum  | 144     | 0,2  | 0                        |
| 0                        | Sonstige | 0,0     | 0    |                          |